# Adissan
Adissan este o comună în departamentul Hérault din sudul Franței. În 2009 avea o populație de 936 de locuitori.

## Evoluția populației
| An        | 1975 | 1982 | 1990 | 1999 | 2006 | 2009 |
| --------- | ---- | ---- | ---- | ---- | ---- | ---- |
| Populație | 700  | 720  | 706  | 736  | 874  | 936  |